# Papilio brevicauda
Papilio brevicauda is een vlinder uit de familie van de pages (Papilionidae). De wetenschappelijke naam van de soort is voor het eerst geldig gepubliceerd in 1868 door Saunders. Deze naam wordt wel beschouwd als een synoniem van Papilio machaon.